# Apogonia toxopei
Apogonia toxopei är en skalbaggsart som beskrevs av Moser 1926. Apogonia toxopei ingår i släktet Apogonia och familjen Melolonthidae. Inga underarter finns listade i Catalogue of Life.